# Dušan Borković

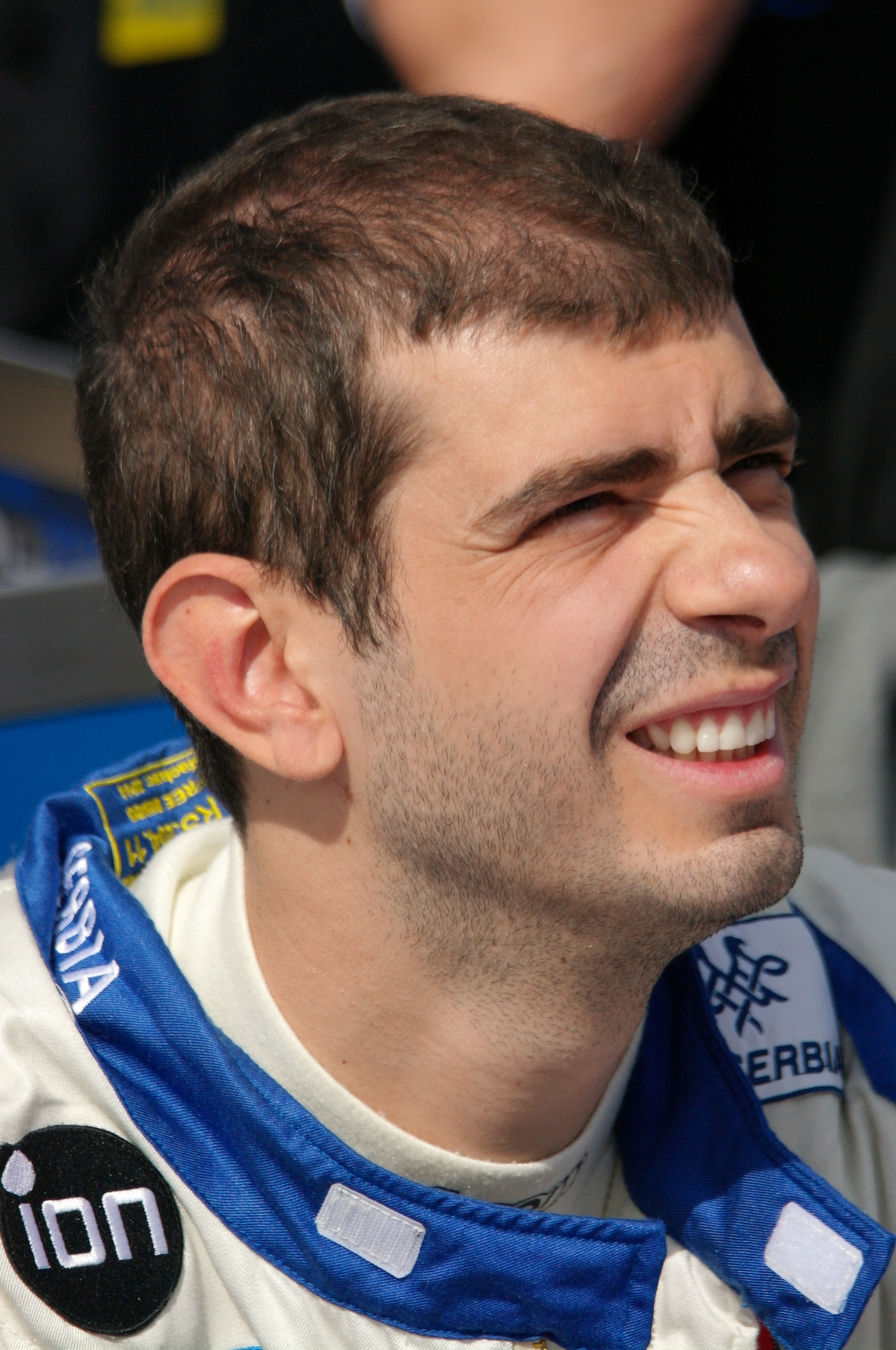
Dušan Duca Borković

Dušan Duca Borković (Servisch: Душан Дуца Борковић) (Pančevo, 16 september 1984) is een Servisch autocoureur.

## Carrière
Borković begon zijn autosportcarrière in het karting. Aangezien hij met 190 centimeter te groot was voor het formuleracing, neemt hij deel aan andere klassen. In 2010 nam hij deel aan het nationale heuvelklimkampioenschap, welke hij won. In 2011 stapte hij over naar het Europese heuvelklimkampioenschap, waar hij dat jaar derde werd voordat hij in 2012 kampioen werd in de Groep N-klasse in een Mitsubishi Lancer EVO IX RS. Hij werd hiermee de eerste Serviër die dit kampioenschap won.
In 2013 stapte Borković over naar de touring cars, waarin hij deelnam in de S2000-klasse van de European Touring Car Cup voor het NIS Petrol Racing Team. Met één overwinning op de Salzburgring en vijf andere podiumplaatsen eindigde hij als derde in dit kampioenschap achter Petr Fulín en Maťo Homola.
In 2014 stapt Borković over naar het World Touring Car Championship. Aanvankelijk zou hij deelnemen aan de TC2-klasse voor NIS Petrol, maar nadat Campos Racing hem een kans gaf om uit te komen in de TC1-klasse, stapte hij over naar dit team. Hij gaat hier in een Chevrolet Cruze by RML rijden naast Hugo Valente.